# Enzian

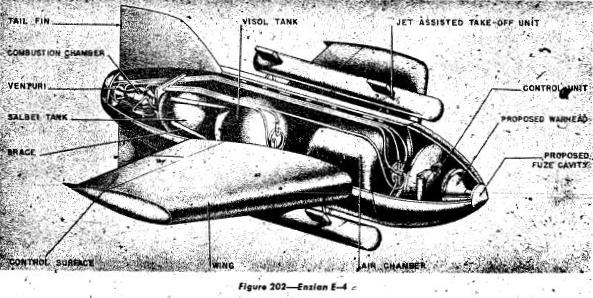
Messerschmitt „Enzian” E-4

Enzian – przeciwlotniczy pocisk rakietowy konstrukcji niemieckiej z okresu II wojny światowej.

## Historia
Prace nad pociskiem Enzian prowadzone były już w 1942 roku w fabryce Messerschmitta. Był on kierowany drogą radiową. Wersje Enziana o symbolach E-1, E-2 i E-3 napędzane były silnikami Waltera. Wersja E-4 zamontowany miała silnik firmy Konrad DVK. Podobnego silnika, o zwiększonym ciągu, użyto przy opracowywaniu modelu E-5. Kaliber pocisku zmieniał się lekko w zależności od modeli i wynosił dla wersji E-1 880 mm, a dla wersji E-4 915 mm. Prac zaprzestano w 1945 roku z powodu wysokich kosztów produkcji silnika drugiego stopnia.

## Dane techniczne
- Pocisk rakietowy ziemia–powietrze sterowany za pomocą fal radiowych,
- Zasięg ok. 25 km,
- Pocisk dwustopniowy o masie głowicy bojowej ok. 300 kg,
- Długość ok. 4,17 m,
- Prędkość max – 1000 km/h,
- Efektywność pocisku to zasięg 13–16 km,
- 4 silniki startowe, umocowane wzdłuż kadłuba,
- Paliwo: utleniacz – kwas azotowy
- Do budowy pocisku wykorzystano kadłub samolotu Messerschmitt Me 163 Komet.

## Użycie bojowe
W 1944 odpalono 24 rakiety.